# 城堡松村 (科羅拉多州)
城堡松村（英語：Castle Pines Village）是位於美國科羅拉多州道格拉斯縣的一個人口普查指定地區。

## 地理
城堡松村的座標為39°28′18″N 104°53′41″W / 39.47167°N 104.89472°W，而該地最高點為海拔高度1981米（即6500英尺）。

## 人口
根據2010年美國人口普查的數據，城堡松村的面積為2.89平方千米，均為陸地。當地共有人口3973人，而人口密度為每平方千米1,374人。